# Obserwatorium w Tartu

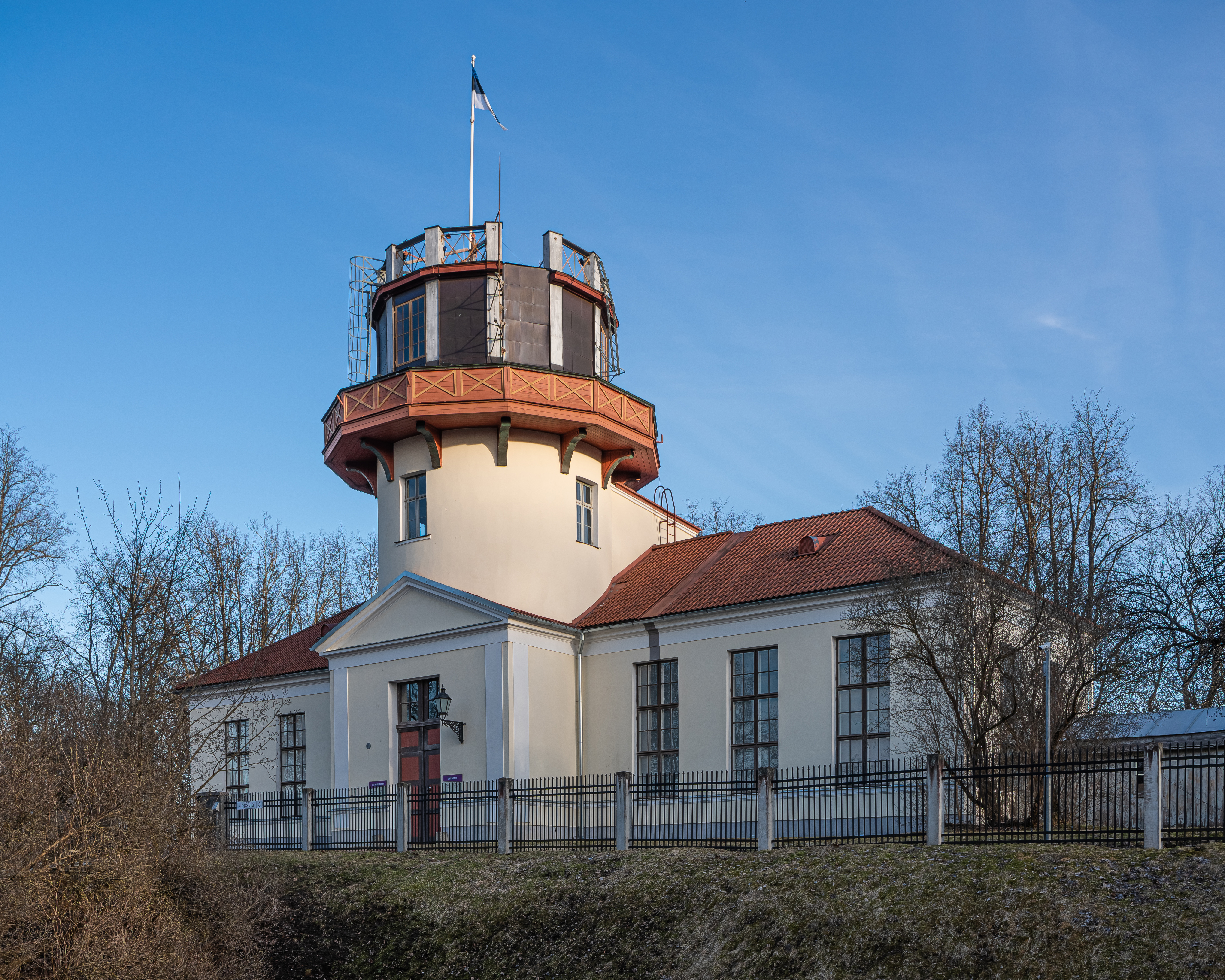
Stare obserwatorium

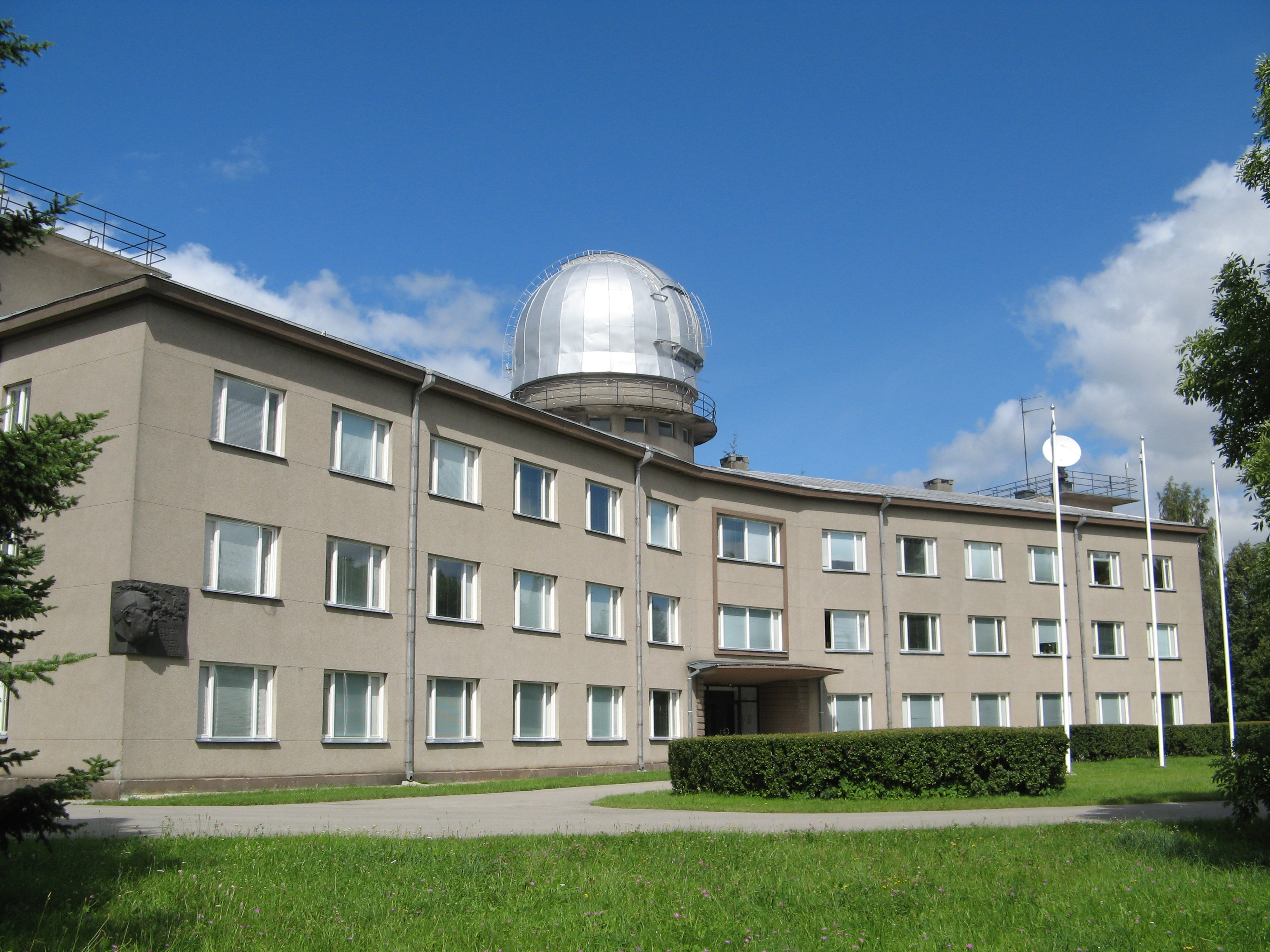
Główny budynek obserwatorium

Obserwatorium w Tartu (est. Tartu Observatoorium) – obserwatorium astronomiczne w Tartu (Dorpacie), założone w 1802, do 1946 obserwatorium Uniwersytetu w Dorpacie; położone na wzgórzu Tõravere. 
Pierwsze obserwatorium, należące do Uniwersytetu w Tartu (58°22′47,2″N 26°43′17,7″E/58,379778 26,721583) utworzono w 1802 roku. Budynek został ukończony w 1810 roku, a w 1814 r. Friedrich Georg Wilhelm Struve zakończył montaż wyposażenia i rozpoczął prowadzenie obserwacji. 
W 1946 roku obserwatorium zostało wydzielone ze struktur uniwersytetu i stało się jednostką Estońskiej Akademii Nauk. W 1958 roku rozpoczęto budowę nowego budynku, a ukończono 5 lat później. 
Obserwatorium posiada trzy duże teleskopy, największy to 1,5-metrowy teleskop zwierciadlany w układzie Cassegraina.